# La Plaisante Sagesse lyonnaise
La Plaisante Sagesse lyonnaise ist eine französische Spruchsammlung, die Justin Godart (1871–1956), ehemaliger Arbeits- und Gesundheitsminister Frankreichs, 1951 unter dem Pseudonym Catherin Bugnard herausgab.
Die Sammlung mit dem Untertitel Maximes et Réflexions morales stellt 140 Lebensweisheiten in Form von Aphorismen, Sentenzen, Aperçus, Pointen, Reflexionen, Gleichnissen und Zitaten oder Redewendungen dar. Sie ist in Lyoner Regionalfranzösisch verfasst. Einige Maximen wurden frankreichweit berühmt.

## Geschichte
Justin Godart gründete 1913 in Lyon die Gesellschaft der Freunde des Guignol.  1920 ließ er die 1879 von Nizier du Puitspelu (Pseudonym für Clair Tisseur, 1827–1895) gegründete Académie du Gourguillon unter dem neuen Namen Académie des Pierres-Plantées wieder aufleben. In der Mitgliederzeitschrift veröffentlichte Émile Leroudier (1870–1937, Pseudonym: Glaudius Mathevet) unter der Rubrik Choses de dire et de faire zahlreiche Aphorismen, die 1951 von Godart gesammelt und (um eigene ergänzt) herausgegeben wurden. Die Publikation im Kleinformat (8 × 12 cm) trug den Titel La Plaisante Sagesse lyonnaise. Maximes et Réflexions morales recueillies par Catherin Bugnard, Secrétaire perpétuel de l’Académie des Pierres-Plantées (Lyon, ohne Jahr, gedruckt bei Tixier-Audin). In der ersten Auflage enthielt sie ein Vorwort von Catherin Bugnard (Pseudonym für Justin Godart), ab der dritten Auflage zusätzlich ein Vorwort von J. G. (Justin Godart), das Glaudius Mathevet als Hauptautor nannte (mit Verweis auf François de La Rochefoucauld).  Das Büchlein zählt in der dritten Auflage 61 Seiten (die Aphorismen auf den Seiten 33–61). Es erschienen mehrere weitere Auflagen.

## Bekanntheit und literarische Verwendung
Die meisten Maximen sind humoristisch formuliert. Viele enthalten Elemente des Parler lyonnais. Berühmt wurde der Aphorismus „Il faut laisser du temps au temps“ („Man muss der Zeit Zeit geben, “S. 47) als Markenzeichen von François Mitterrand.
In dem Kriminalroman Méfie-toi Gône! von Charles Exbrayat aus dem Jahr 1961 setzt der Autor zahlreiche Aphorismen der Plaisante Sagesse lyonnaise als Leitmotiv ein, darunter auch „T’énerve donc pas! Il faut laisser du temps au temps“ (S. 155, Kapitel „Dimanche, 15 mai“).